# Blanzac-Porcheresse
Blanzac-Porcheresse és un municipi francès situat al departament del Charente i a la regió de la Nova Aquitània. L'any 2007 tenia 823 habitants.

## Demografia

### Població
El 2007 la població de fet de Blanzac-Porcheresse era de 823 persones. Hi havia 368 famílies de les quals 126 eren unipersonals (63 homes vivint sols i 63 dones vivint soles), 113 parelles sense fills, 98 parelles amb fills i 31 famílies monoparentals amb fills.
La població ha evolucionat segons el següent gràfic:
Habitants censats

### Habitatges
El 2007 hi havia 437 habitatges, 371 eren l'habitatge principal de la família, 14 eren segones residències i 52 estaven desocupats. 364 eren cases i 72 eren apartaments. Dels 371 habitatges principals, 215 estaven ocupats pels seus propietaris, 134 estaven llogats i ocupats pels llogaters i 22 estaven cedits a títol gratuït; 2 tenien una cambra, 8 en tenien dues, 45 en tenien tres, 115 en tenien quatre i 201 en tenien cinc o més. 160 habitatges disposaven pel capbaix d'una plaça de pàrquing. A 200 habitatges hi havia un automòbil i a 131 n'hi havia dos o més.

### Piràmide de població
La piràmide de població per edats i sexe el 2009 era:
| Homes | Edats   | Dones |
| ----- | ------- | ----- |
| 0     | 95 o +  | 0     |
| 4     | 90 a 94 | 4     |
| 4     | 85 a 89 | 4     |
| 8     | 80 a 84 | 0     |
| 20    | 75 a 79 | 24    |
| 20    | 70 a 74 | 24    |
| 44    | 65 a 69 | 44    |
| 16    | 60 a 64 | 12    |
| 8     | 55 a 59 | 24    |
| 28    | 50 a 54 | 24    |
| 28    | 45 a 49 | 48    |
| 56    | 40 a 44 | 28    |
| 20    | 35 a 39 | 40    |
| 12    | 30 a 34 | 16    |
| 8     | 25 a 29 | 8     |
| 24    | 20 a 24 | 16    |
| 32    | 15 a 19 | 64    |
| 12    | 10 a 14 | 40    |
| 16    | 5 a 9   | 40    |
| 40    | 0 a 4   | 16    |

## Economia
El 2007 la població en edat de treballar era de 494 persones, 362 eren actives i 132 eren inactives. De les 362 persones actives 320 estaven ocupades (167 homes i 153 dones) i 42 estaven aturades (21 homes i 21 dones). De les 132 persones inactives 42 estaven jubilades, 42 estaven estudiant i 48 estaven classificades com a «altres inactius».

### Ingressos
El 2009 a Blanzac-Porcheresse hi havia 369 unitats fiscals que integraven 825,5 persones, la mediana anual d'ingressos fiscals per persona era de 14.743 €.

### Activitats econòmiques
Dels 62 establiments que hi havia el 2007, 6 eren d'empreses alimentàries, 2 d'empreses de fabricació d'altres productes industrials, 6 d'empreses de construcció, 21 d'empreses de comerç i reparació d'automòbils, 4 d'empreses de transport, 3 d'empreses d'hostatgeria i restauració, 1 d'una empresa d'informació i comunicació, 1 d'una empresa financera, 4 d'empreses immobiliàries, 3 d'empreses de serveis, 8 d'entitats de l'administració pública i 3 d'empreses classificades com a «altres activitats de serveis».
Dels 21 establiments de servei als particulars que hi havia el 2009, 1 era una oficina d'administració d'Hisenda pública, 1 gendarmeria, 1 oficina de correu, 1 una oficina bancària, 4 tallers de reparació d'automòbils i de material agrícola, 3 fusteries, 2 lampisteries, 3 perruqueries, 2 restaurants i 3 agències immobiliàries.
Dels 11 establiments comercials que hi havia el 2009, 1 era una botiga de més de 120 m², 4 fleques, 1 una carnisseria, 1 una peixateria, 1 una botiga de roba, 1 un drogueria i 2 floristeries.
L'any 2000 a Blanzac-Porcheresse hi havia 17 explotacions agrícoles que ocupaven un total de 580 hectàrees.

## Equipaments sanitaris i escolars
El 2009 hi havia 1 farmàcia i 1 ambulància.
El 2009 hi havia 1 escola maternal i 1 escola elemental. Blanzac-Porcheresse disposava d'un col·legi d'educació secundària amb 215 alumnes.

## Poblacions més properes
El següent diagrama mostra les poblacions més properes.